# Залишок ряду
Ряд, отриманий відкиданням від початкового n перших членів, називається n-м залишком ряду.
Позначення:
{\displaystyle r_{n}=\sum _{k=n+1}^{\infty }a_{k}}
Всі члени, крім тих, що входять в n-й залишок ряду, в сумі дають так звану n-у часткову суму ряду.

## Властивості
Для залишку ряду справедливі такі твердження:
1. Якщо ряд збіжний, то збіжний будь-який його залишок.
2. Якщо хоча б один залишок ряду збіжний, то й сам ряд збіжний.
3. Якщо ряд збіжний, то

{\displaystyle \lim _{n\to \infty }\sum _{k=n+1}^{\infty }a_{k}=0}
Існують способи оцінки залишку ряду за допомогою інтегральної ознаки Коші (для знакододатного ряду) і ознаки збіжності Лейбніца (для знакопереміжного ряду).